# Crisis de las tijeras
La históricamente denominada La crisis de la tijera de precios (en ruso Но́жницы цен, transliterado como Nózhnitsy tsen o académicamente como Nóžicy cen) es el nombre con el que se conoce un suceso que afectó a la economía de la Unión Soviética en sus primeros años y que consistió en la existencia de un gran diferencial entre el precio de los productos industriales y agrícolas.
Del mismo modo que las dos hojas de una tijera, los precios de los bienes industriales y agrícolas divergieron, alcanzando la máxima diferencia en 1923 cuando los precios industriales llegaron a ser nada más y nada menos que un 276% más altos que en 1913 mientras que los bienes agrícolas "solo" o "únicamente" aumentaron un 89%.
La crisis se debió a que la producción agrícola había aumentado mucho desde la hambruna rusa de 1921-1922 y la propia Guerra civil rusa, pero la industria necesitó más tiempo para recuperarse debido a la necesidad de reconstruir las infraestructuras. El problema solo se acabó solucionando a partir de la intervención económica directa del entonces joven régimen comunista soviético en particular.
Para superar la crisis, el gobierno redujo los costes industriales mediante disminuciones de plantillas, la racionalización de la producción, el control de los salarios y la reducción de la influencia de los intermediarios.
Para finalizar, como resultado de estas medidas en especial el desequilibrio comenzó a disminuir. En el mes de abril de 1924 los precios agrícolas aumentaron un 92 % con respecto a 1913, mientras que los precios industriales terminaron descendiendo en nada menos que en un 131%.